# بادشا نامه
بادشا نامه (كلمة فارسية تُترجَم إلى: كتاب الإمبراطور) هو مجموعة من الأعمال التي كُتبت كتاريخ رسمي لعهد الإمبراطور المغولي شاه جهان الأول. تُعرف النصوص غير المصورة باسم شاهجانامه، بينما يُستخدم بادشا نامه للنسخ المخطوطة المصورة. وتعد هذه الأعمال من أهم المصادر للمعلومات عن عهد شاه جهان. تم إنتاج نسخ مصورة بشكل فاخر في ورش العمل الإمبراطورية، مع العديد من المنمنمات المغولية. ورغم أن الحملات العسكرية تحظى بأكبر قدر من الأهمية، فإن الرسوم التوضيحية واللوحات في مخطوطات هذه الأعمال تسلط الضوء على الحياة في البلاط الإمبراطوري، وتصور حفلات الزفاف وغيرها من الأنشطة.

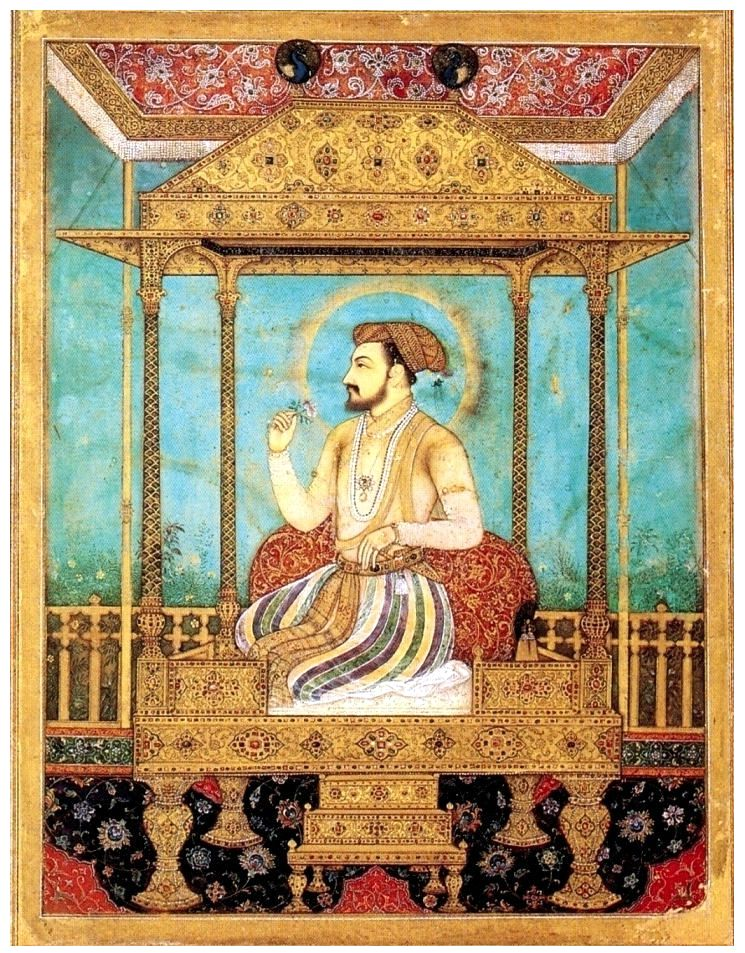
صورة للإمبراطور شاه جهان الأول على عرش الطاووس

كان أهم عمل في هذا النوع هو الذي كتبه عبد الحميد اللاهوري، تلميذ كاتب سيرة أكبر عبد الفضل، في مجلدين. لم يتمكن من كتابة المجلد الثالث من هذا النوع بسبب اعتلال صحته بسبب الشيخوخة.

## التاريخ

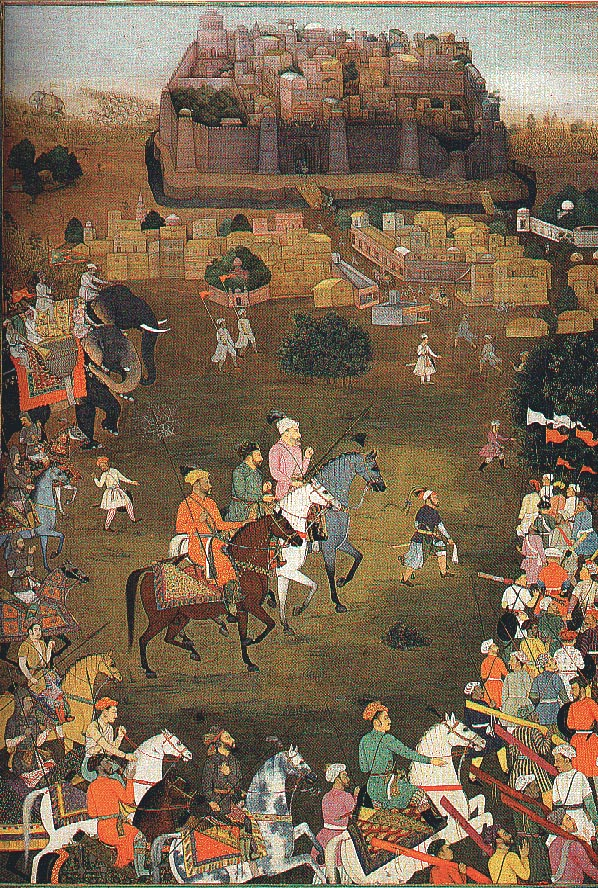
دخل جيش المغول بقيادة الأمير أورنجزيب وسيد خان جهان وعبد الله خان بهادور فيروز جانغ وخان دوران إلى أورشها.

طلب شاه جهان في عامه الثامن من الحكم من محمد أمين القزويني أن يكتب تاريخًا رسميًا لحكمه، وأكمل كتابه "بادشانامه" في عام 1636، والذي يغطي السنوات العشر (الهجرية القمرية) الأولى من حكم شاه جهان.
كتب جلال الدين الطباطبائي كتابًا آخر بعنوان "بادشا نامه" ، لكن الجزء الموجود من النص يغطي أربع سنوات فقط، من السنة الخامسة إلى السنة الثامنة من حكم الإمبراطور. تم تسليم المشروع لاحقًا إلى عبد الحميد اللاهوري، الذي كتب كتابه "بادشا نامه" في مجلدين. المجلد الأول من هذا العمل يعتمد على عمل القزويني ولكنه يحتوي على تفاصيل أكثر. ويغطي المجلد الثاني السنوات العشر (الهجرية القمرية) التالية من حكم شاه جهان. أتم عمله في عام 1648. توفي لاهوري في عام 1654. تم تكليف محمد وارث، أحد تلاميذ لاهوري، بمسؤولية إكمال المهمة، ويغطي كتابه "بادشا نامة" (الذي اكتمل في عام 1656) بقية فترة حكم شاه جهان. وقد نشرت الجمعية الآسيوية أعماله في المجلد الثالث من بادشا نامه لاهوري.

## المخطوطات الموجودة
في عام 1799، أرسل سعدت علي خان الثاني ، نواب أوده في شمال الهند ، البادشا نامه إلى الملك جورج الثالث ملك بريطانيا العظمى. اليوم، تم حفظ المخطوطة الإمبراطورية المصورة لبادشا نامه لاهوري في المكتبة البريطانية الملكية [الإنجليزية] في قلعة وندسور، وتعرف باسم بادشا نامه وندسور. وقد نُسخ بين عامي 1630 و1657 ويحتوي على 44 منمنمة، وبعض المشاهد السردية على صفحة كاملة للمعارك والاحتفالات البلاطية وغيرها من الأحداث (11 منها على صفحتين)، وبعض الصور الفردية الأصغر حجمًا، محاطة بزخارف هندسية. وهذه توضح سلسلة نسب سلالة المغول التي بدأ العمل بها. حجم الصفحة هو 58.6 × 36.8 سم، وعمل على المجلد 13 فنانًا رئيسًا مختلفًا. في عام 1994، وبينما كان يتم تجديد المجلد لأسباب تتعلق بالحفاظ عليه، أتيحت الفرصة للقيام بجولة في جميع المنمنمات في معرض أقيم في نيودلهي، والمعرض الملكي البريطاني [الإنجليزية] في لندن، وست مدن أمريكية.
تم حفظ مخطوطات بادشانامه القزويني والوارثي في المكتبة البريطانية. تم حفظ المخطوطة الأصلية لبادشا نامه التي تصور العهد الكامل لشاه جهان في مكتبة خودا بخش الشرقية، في باتنا، بالهند.
وتوجد مجسمات فردية أخرى محفوظة في عدد من المجموعات. تحتوي مجموعة الخليلي للفن الإسلامي على صورة مصغرة يظهر فيها شاه جهان وحاشيته يشاهدان فيلين يتقاتلان. وقد تم عمل بعض النسخ المخطوطة المصورة في وقت لاحق؛ على سبيل المثال، يحتوي متحف متروبوليتان للفنون في نيويورك على مخطوطات مصغرة من إصدارات القرن السابع عشر، كما يحتوي متحف مقاطعة لوس أنجلوس للفنون على نسخة من حوالي عام 1800.

## السياق
يعتبر كتاب بادشا نامه جزءًا من تقليد السير الذاتية الإمبراطورية أو السير الذاتية الرسمية للبلاط، والتي نراها في أجزاء مختلفة من العالم. في جنوب آسيا، يعود ذلك إلى الأشكفادنية [الإنجليزية] والهارششتية [الإنجليزية] من الهند القديمة ، بالإضافة إلى البرتفراجية [الإنجليزية] في العصور الوسطى. وقد تم الاحتفاء بجد المغول تيمور في عدد من الأعمال، والتي يطلق عليها في الغالب اسم "ظفرنامه" ("كتاب الانتصارات")، مثل تلك التي كتبها المؤلف شامي والمؤلف يازدي. الأخير هو الأكثر شهرة، وقد تم إنتاجه أيضًا في نسخة مصورة في تسعينيات القرن السادس عشر في ورشة عمل أكبر. وقد استمر المغول في هذا التقليد من خلال كتاب بابرنامه (السيرة الذاتية، التي لم يتم توضيحها قبل أكبر)، وأكبرنامه (السيرة الذاتية)، وتوزكجهنجيري أو جهانجير نامه (مذكرات جهانجير).

## معرض الصور

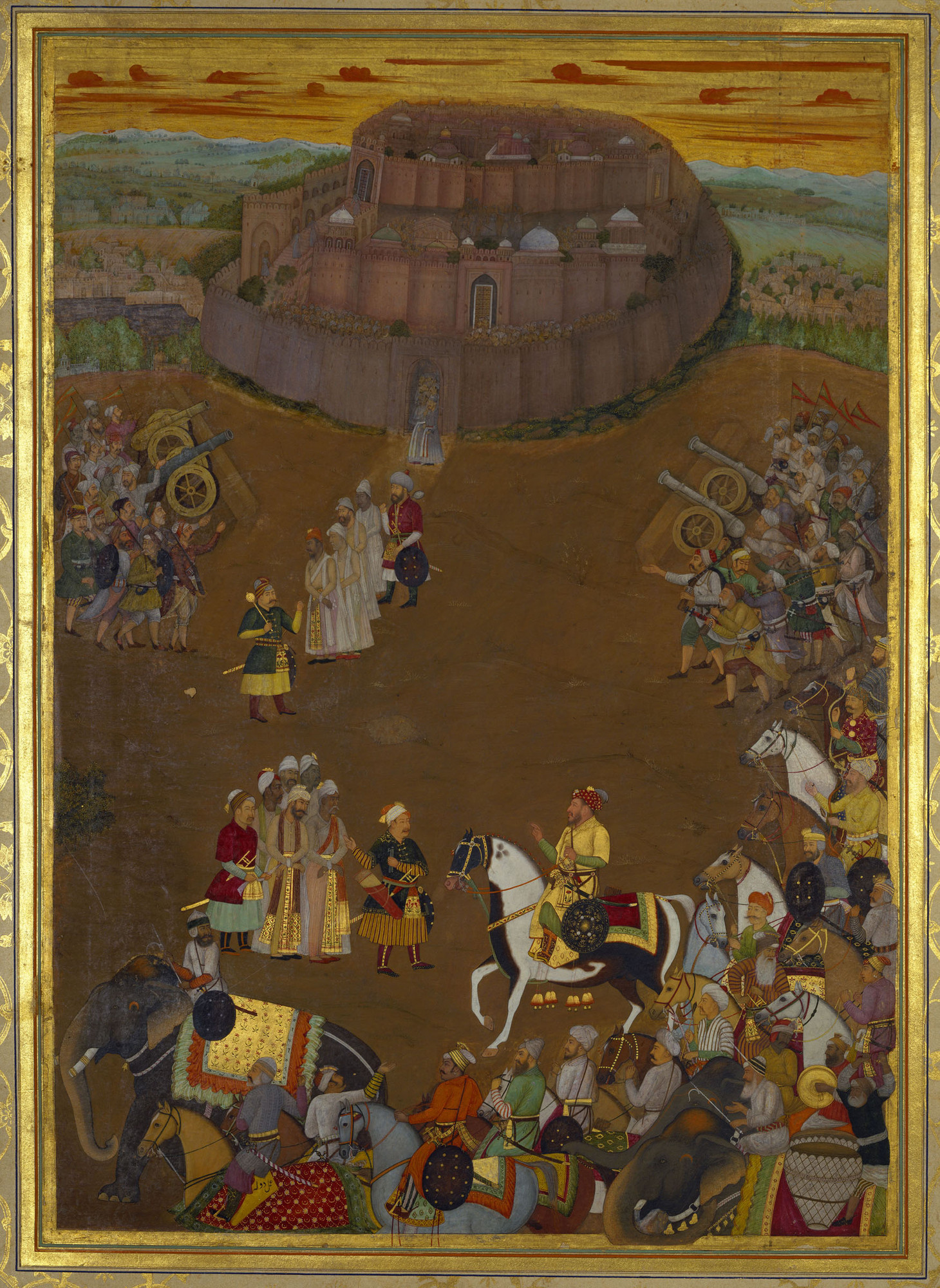
استولى القائد المغولي خان داوران حصن أوديغ [الإنجليزية].
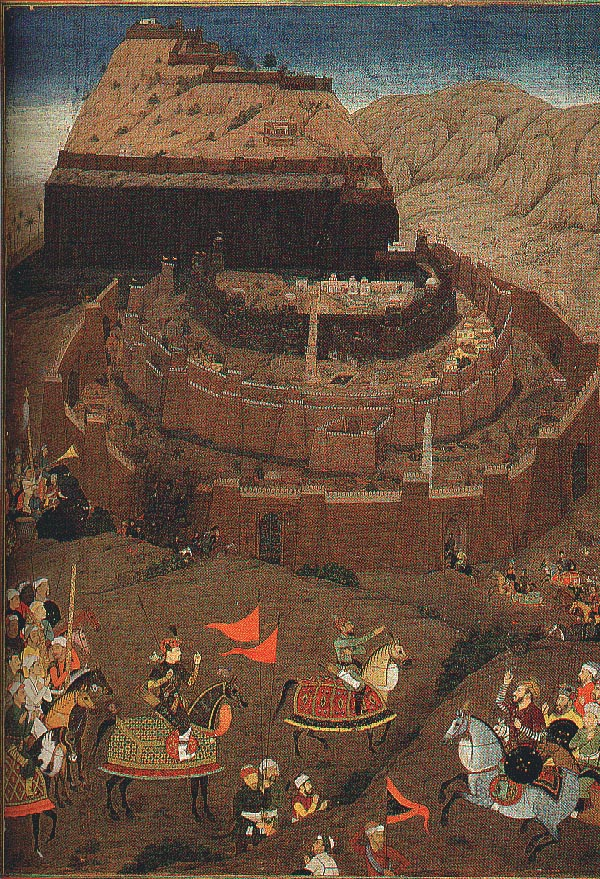
استولى جيش سلطنة المغول [الإنجليزية] على حصن دولتباد [الإنجليزية] في عام 1633.
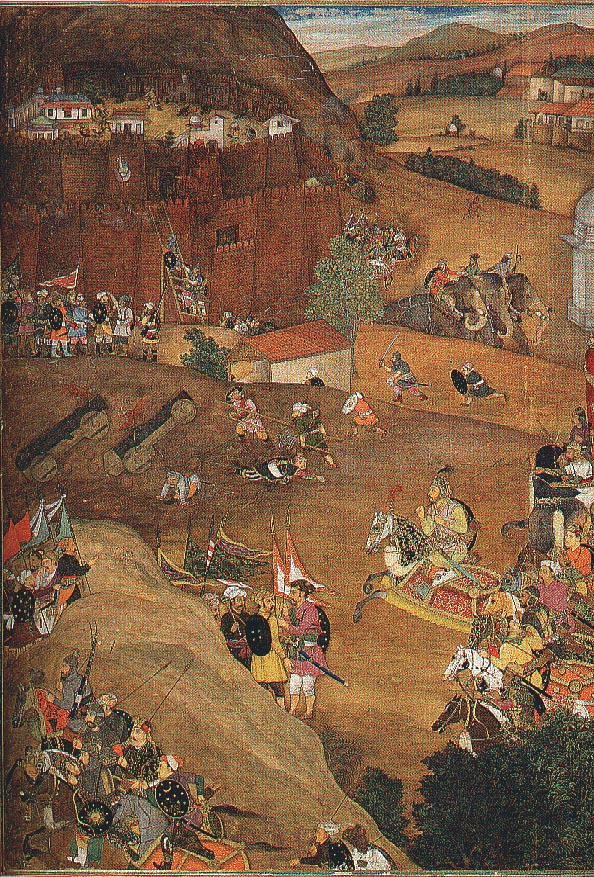
القائد المغولي عظيم خان يستولي على مدينة ضرور [الإنجليزية] .
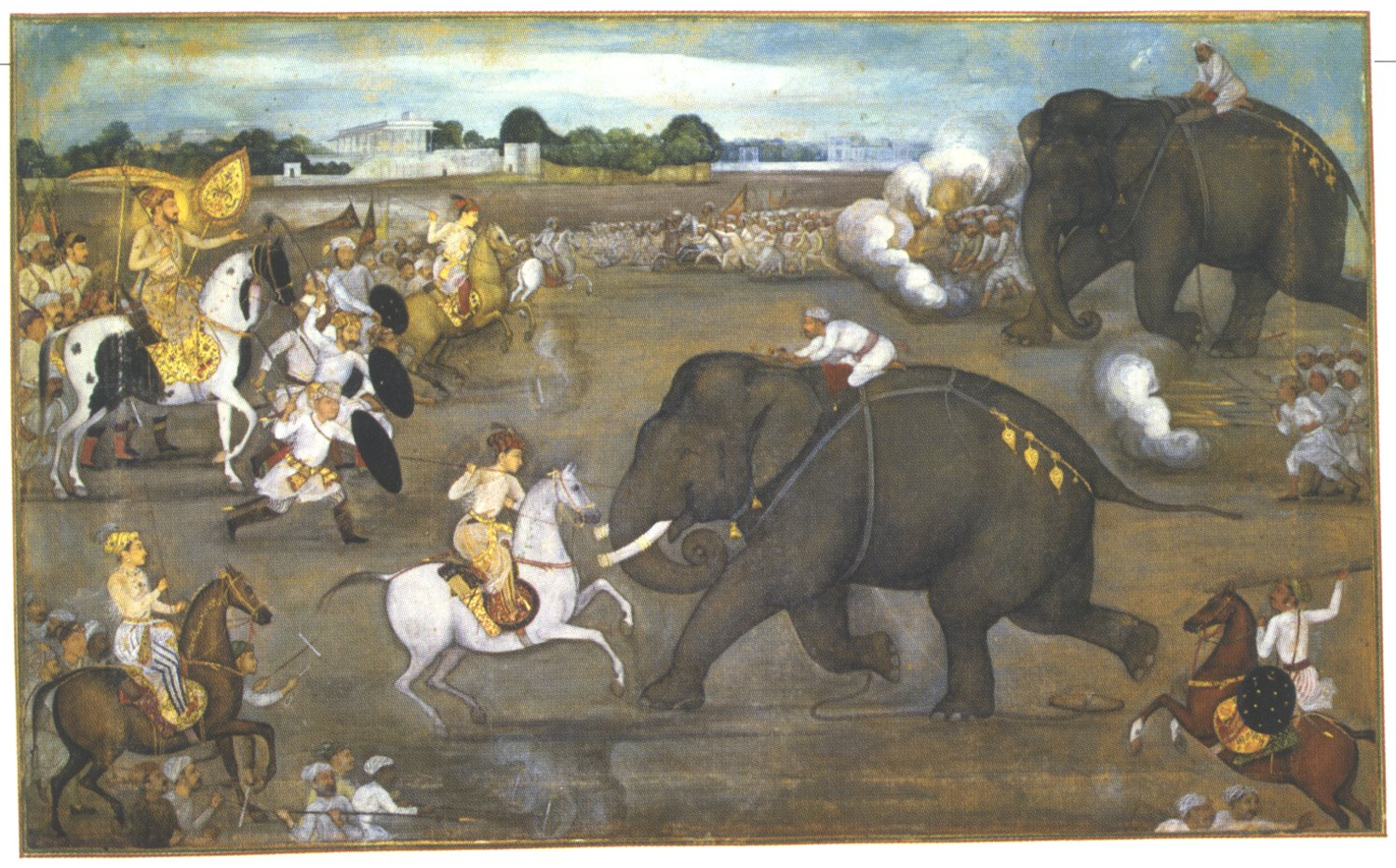
الأمير أورنجزيب يمتطي حصانه في مواجهة الفيل الحربي المجنون سودهاكار في عام 1633.
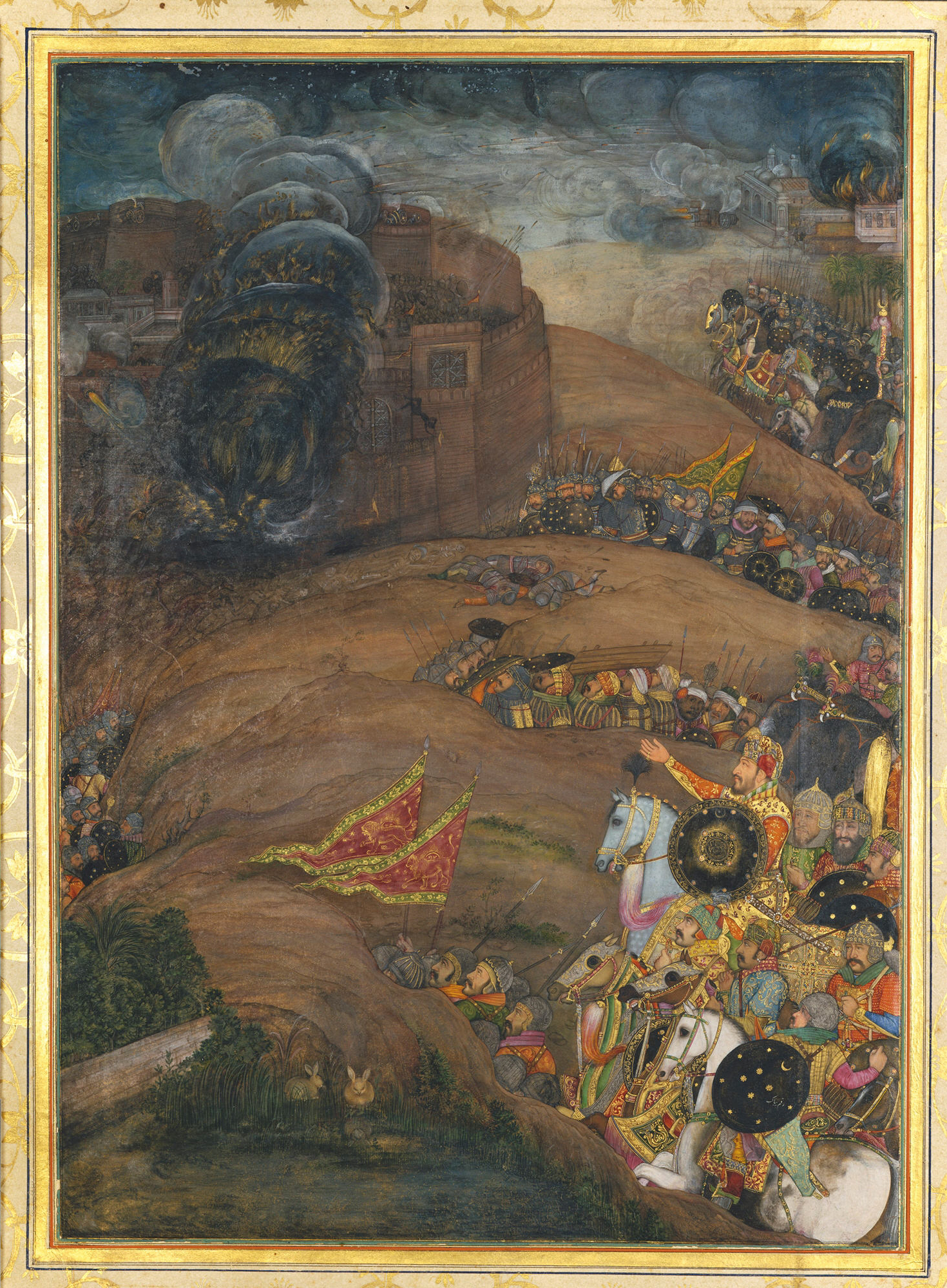
حصار حامية الصفويين في قندهار (مايو 1631)
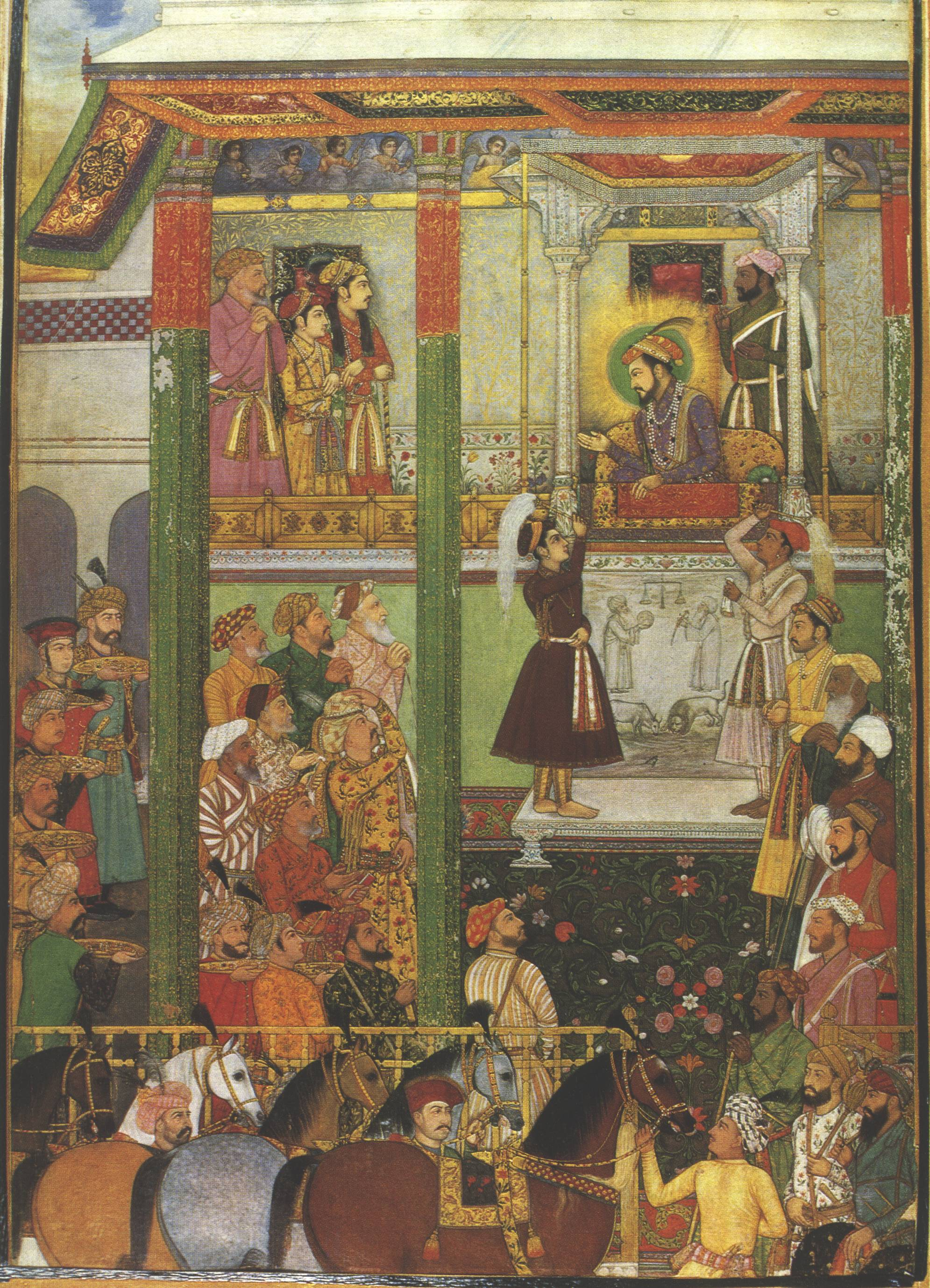
شاه جهان يستقبل السفير الصفوي الفارسي علي مردان خان في عام 1638.

## النصوص على الانترنت
- Lahori، Abdul Hamid (1875). Badshanama of Abdul Hamid Lahori. tr. by Henry Miers Elliot. Hafiz Press, Lahore.
- Bádsháh-Náma of 'Abdu-L Hamíd Láhorí Packard Humanities Institute

- شاه جاهان نعمة من عناية خان

## قراءة إضافية
- بيتش، ميلو سي . وإيبا كوتش، ملك العالم: بادشاهناما: مخطوطة إمبراطورية مغولية من المكتبة الملكية ، قلعة وندسور ، تيمز وهودسون. 1997.(ردمك 0-500-97448-9)رقم ISBN 0-500-97448-9 .
- (انظر الفهرس: ص. 148-152؛ اللوحة 25)

## روابط خارجية
- رسوم توضيحية من بادشاهناما في المجموعة الملكية ؛ المزيد من الصور
- ملك العالم - بادشاهناما في جامعة بنسلفانيا